# Zemleankî, Hlobîne
Zemleankî (în ucraineană Землянки) este localitatea de reședință a comunei Zemleankî din raionul Hlobîne, regiunea Poltava, Ucraina.

## Demografie
Componența lingvistică a localității Zemleankî
     Ucraineană (98,08%)
     Rusă (1,37%)
     Alte limbi (0,54%)
Conform recensământului din 2001, majoritatea populației localității Zemleankî era vorbitoare de ucraineană (98,08%), existând în minoritate și vorbitori de rusă (1,37%).